# Beata Jewiarz
Beata Jewiarz (ur. 24 października 1977) – polska aktorka dubbingowa i telewizyjna, dziennikarka, lektorka, animatorka kultury i autorka projektów artystycznych.

## Życiorys
W 1996 ukończyła Liceum Ogólnokształcące w Lubaniu. Jest absolwentką wrocławskiego Wydziału Lalkarskiego PWST w Krakowie.

### Kariera dziennikarska
W 2002 debiutowała w radiu w nowo otwartej rozgłośni Blue FM we Wrocławiu, współprowadząc pasmo poranne, w pierwszej stacji radiowej Grupy Medialnej Agory w formacie hot AC. W latach 2003–2009 była prezenterką Radia Złote Przeboje, dla którego współprowadziła pasmo poranne i pasmo autorskie Karuzela z Gwiazdami. W 2011 rozpoczęła współpracę z Polskim Radiem RDC. Dla rozgłośni prowadzi autorskie audycje o kulturze: Mnie sie to podoba, Niedzielny poranek i Popołudnie RDC, a także o przyrodzie: Skrzydlate opowieści (od 2022; współprowadzenie z Jackiem Karczewskim) i Popołudnie RDC.
W 2012 współprowadziła program Na poddaszu w TTV.
W 2015 prowadziła autorski cykl „Podróże w Kulturze” i projekt „Czekoladowa historia” w Muzeum Etnograficznym w Warszawie. 3 września 2021 poprowadziła spotkanie z artystami i finisaż wystawy „Portret zamaskowany” w Instytucie Cervantesa w Warszawie. W 2021 i 2023 przeprowadziła cykl rozmów eksperckich dotyczących historii i zagłady polskich Żydów w Muzeum Historii Żydów Polskich Polin. Współpracowała także jako kurator i dziennikarka z międzynarodowymi festiwalami, m.in.: „Korczak” w Warszawie (w latach 2014-2019), Biennale Sztuki Dziecka w Poznaniu, „Karuzela” w Łodzi (2019) i „Big Book Festival” w Warszawie.

### Kariera aktorska
W 2005 na zaproszenie Corcadorca Theatre Company w Cork w Irlandii zagrała rolę Jessiki w Kupcu Weneckim Williama Szekspira. W 2019 wyprodukowała i wyreżyserowała spektakl Impro na 4, którego premiera odbyła się 30 maja 2019 na Międzynarodowym Festiwalu „Karuzela” w Teatrze Pinokio w Łodzi.
W 2020 zagrała w klipie poetyckim w cyklu „Poezja / Play” pt. „W twojej ręce jest świat” według wierszy Marii Pawlikowskiej-Jasnorzewskiej. W 2021 w Instytucie Teatralnym w Warszawie wzięła udział w czytaniu performatywnym sztuki Próchno Wacława Berenta, grając role Matki, Kochanki i Zosi, w reżyserii Ewy Małecki, z muzyką Grzegorza Łapińskiego. Zagrała także rolę Zofii, siostry Heleny Marusarzównej, w fabularyzowanym filmie dokumentalnym Anety Popiel–Machnickiej Marusarzówna (2021).
Popularyzuje poezje i twórczość Bolesława Leśmiana, tworząc wydarzenia, spektakle i spotkania autorskie wokół twórczości poety. W 2019 zagrała w wyprodukowanym przez siebie widowisku Sto lat dla Leśmiana w Teatrze Ochoty. W 2020 stworzyła spektakl poetycki Sen, który został udostępniony on-line w ramach projektu „Łąka Leśmiana” w Muzeum Polin w Warszawie. W maju w 2022 zaprezentowała kolejny premierowy spektakl z poezją Leśmiana Natura ludzka, w którym również wystąpiła z Jakubem Snochowskim. 2 czerwca 2023 na Festiwalu „Alfabet” w Lublinie zagrała premierowo monodram Baśń o Alladynie i lampie cudownej, który współprodukowała i który stworzyła na podstawie tekstu Leśmiana „Baśń o Alladynie i lampie cudownej”. W styczniu 2024 z Muzeum Literatury w Warszawie przygotowała spotkanie „Teatralny Leśmian”.

### Pozostałe przedsięwzięcia
W październiku 2015 została powołana do Rady Programowej Kongresu Kultury dla Dzieci przez minister kultury Małgorzatę Omilanowską. W 2016 była kuratorką paneli związanych z edukacją i kulturą młodych na Kongresie Kultury w Pałacu Kultury i Nauki w Warszawie. W 2016 otrzymała nagrodę Polskiej Sekcji IBBY za upowszechnianie czytelnictwa. Brała udział w Międzynarodowym Projekcie „Wiersze w mieście” organizowanym przez EUNIC. W 2023 była członkinią jury konkursu literackiego „Planeta Izabelin”.
W 2016 zaprezentowała kolekcję opakowań po czekoladach na wystawie „O!Kolekcja” w Muzeum dla Dzieci w Państwowym Muzeum Etnograficznym w Warszawie. 
Użyczyła głosu m.in. Yennefer z Vengerbergu, głównej żeńskiej postaci w grach: Wiedźmin 3: Dziki Gon i Gwint: Wiedźmińska gra karciana. W 2020 zinterpretowała lektorsko baśń Hansa Christiana Andersena Królowa Śniegu w gwarze lasowiackiej oraz użyczyła głosu w kampanii na temat fake newsów dla Goethe Instytut Polen. W 2022 została lektorką książki reporterskiej Katarzyny Boni„Ganbare”. W 2023 nagrała dla Muzeum Marii Skłodowskiej-Curie w Warszawie cykl listów Marii Skłodowskiej-Curie z czasów młodzieżczego pobytu noblistki w Szczukach.
W 2021 wraz z Kamilą Grzybowską-Sosnowską i Mirosławem Sosnowskim stworzyła kolektyw artystyczny „UCHOOKO”, w którego ramach wyprodukowała klipy z książkami autorskimi Janusza Stannego oraz współpracowała z wydawnictwem Nasza Księgarnia przy książce Grażyny Bąkiewicz „Ale historia...Skąd te krzywe usta, Bolesławie?”. Również w 2021 użyczyła głosu do fragmentu książki Katariny Babkiny „Nikt tak nie tańczył jak mój dziadek” oraz poprowadziła warsztat poetycki dla dzieci z elementami improwizacji na Festiwalu Języka Polskiego w Szczebrzeszynie. W 2022 stworzyła wystawę interaktywną z wierszami haiku w Łazienkach Królewskich w Warszawie. W 2023 poprowadziła cykl warsztatów wokół interaktywnej książki dla dzieci pt. „Nessi i tajemnica wulkanu” w Muzeum Starożytnego Hutnictwa Mazowieckiego w Pruszkowie

## Filmografia
Źródło
- 2023: Na sygnale – mama Mikołaja (odc. 416)
- 2022: Komisarz Alex – Ewelina Zając, żona Michała (odc. 211)
- 2022: Ojciec Mateusz – Luiza Kownacka, matka Julii (odc. 352)
- 2021: Leśniczówka – bezdomna (odc. 472)
- 2021: Portrety wojenne – Helena Marusarzówna jako Zofia Marusarzówna, siostra Helen
- 2021: Skazana – dziennikarka (odc. 1)
- 2015: Barwy szczęścia – urzędniczka ZUS-u (odc. 1288)
- 2010: M jak miłość – dziennikarka (odc. 777)
- 2010: Sado&Maso – członek zarządu
- 2003–2019: Na Wspólnej (odc. 986, 2083, 2328)
- 2002–2010: Samo życie – pielęgniarka Aneta Kruk (odc. 694, 700 i 891)
- 2005–2019: Klan – pielęgniarka

## Polski dubbing
Źródło
- 2020: Marvel’s Avengers – Alisande Morales
- 2019: Days Gone – bandytka
- 2018: Gwint: Wiedźmińska gra karciana – Yennefer z Vengerbergu
- 2017: Wiedźmin 3: Dziki Gon. Krew i wino – Yennefer z Vengerbergu
- 2017: Ukryty plan – lektorka wiadomości
- 2016: Dishonored 2 – cywile
- 2015: Wiedźmin 3: Dziki Gon – Yennefer z Vengerbergu
- 2015: Until Dawn – szeryf Anne Kline
- 2011: Brink – narratorka
- 2010: Heavy Rain – Grace Mars
- 2009: League of Legends – Kayle / Akali / Sona / Quinn
- 1998: StarCraft – Walkiria